# Ana Carolina Fernandes
Ana Carolina Fernandes (Rio de Janeiro, 1963) é uma fotojornalista graduada em Fotografia pela Escola de Artes Visuais do Parque Lage. Seu pai era dono do jornal Tribuna e foi por meio deste que o jornalismo entrou em sua vida.
Fotojornalista desde os 19 anos, quando passou a trabalhar no jornal O Globo, Ana Carolina passou por notórios veículos de imprensa, como Agência Estado, Folha de S.Paulo e Jornal do Brasil, até que, em 2008 decidiu-se dedicar a projetos pessoais. Proporcionando visibilidade a pessoas trans, fotografou-as, dando origem a sua primeira exposição “Mem de Sá, 100”.
Um de seus projetos fotográficos foi sobre a Baía de Guanabara e lhe rendeu uma foto publicada no The New York Times. Ana Carolina participou como fotógrafa nos livros “Blocos de Rua do Carnaval do Rio” em 2012 e “As Donas da Bola” em 2014.

## Exposições
- “Mem de Sá, 100” na DOC Galeria, São Paulo, 2010-2012;[3]
- “Ana Carolina Fernandes Repórter” em cartaz no Centro Cultural Correios, Rio de Janeiro, 2016.[4]

## Prêmios
- Prêmio Folha, 2000;[2]
- Prêmio Folha, 2002;[2]
- Prêmio Conrado Wessel (finalista), 2013;[2]
- Prêmio Shortlist Top Ten Award (finalista), 2013.[2]